# Alois Priesnitz
Alois Priesnitz (* 14. srpna 1943) je bývalý český a československý politik Komunistické strany Československa a poslanec Sněmovny národů Federálního shromáždění na konci normalizace.

## Biografie
Po volbách roku 1986 zasedl za KSČ do české části Sněmovny národů (volební obvod č. 68 – Havířov, Severomoravský kraj). Křeslo nabyl až dodatečně v červnu 1989 po doplňovacích volbách do FS, které probíhaly v několika uvolněných obvodech v dubnu 1989 a to poprvé během komunistické vlády v systému, kdy o jedno poslanecké křeslo soutěžilo v některých obvodech (včetně tohoto) vícero kandidátů. Šlo o projev mírných politických změn, které přinesla perestrojka. Profesně se uvádí jako Hrdina socialistické práce a hlavní předák na Dole ČSM v Stonavě.
Ve Federálním shromáždění setrval do konce funkčního období, tedy do svobodných voleb roku 1990. Netýkal se ho proces kooptací do Federálního shromáždění po sametové revoluci.